# Loftus Road
Loftus Road – stadion piłkarski znajdujący się w Londynie, w Wielkiej Brytanii. Został oddany do użytku w 1904. Od tego czasu swoje mecze na tym obiekcie rozgrywa zespół piłkarski Queens Park Rangers F.C. Jego obecna pojemność wynosi 18 439 miejsc. Rekordową frekwencję, wynoszącą 35 353 osób, odnotowano w 1974 podczas meczu pomiędzy drużyną gospodarzy a Leeds United A.F.C.